# Albinea
Albinea ist eine italienische Gemeinde mit 8887 Einwohnern (Stand 31. Dezember 2023) in der Provinz Reggio nell’Emilia, Region Emilia-Romagna, die am südlichen Rand der Poebene, etwa 60 Kilometer westlich von Bologna und etwa neun Kilometer südlich von Reggio nell’Emilia liegt.

## Geographie

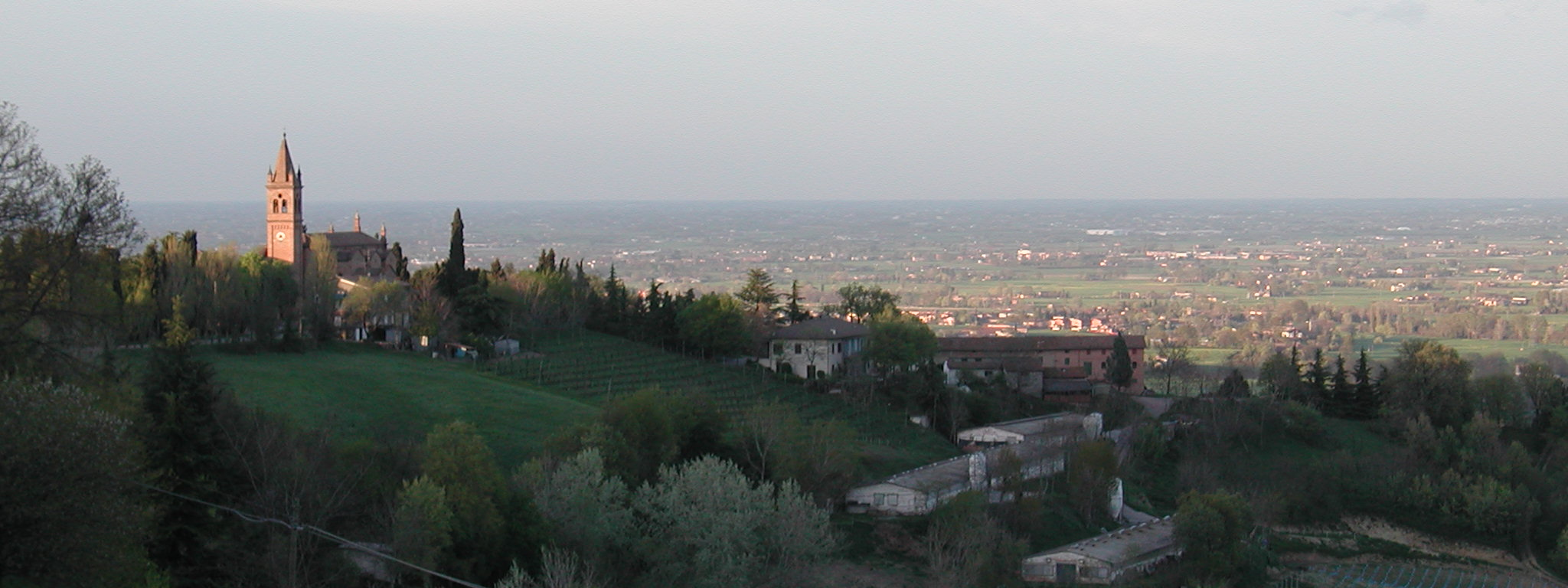
Albinea – Montericco

Albinea wurde im Jahr 898 erstmals urkundlich erwähnt und umfasst heute eine Fläche von 44 km².
Die heutige Gemeinde besteht aus den drei ehemaligen Dörfern und heutigen Ortsteilen Borzano, Montericco und Albinea. Letzteres gliedert sich wiederum neben Chiesa Albinea in die weiteren Ortsteile Fola, Botteghe und Broletto.
Borzano ist der älteste Teil des heutigen Albinea. Montericco nennt sich auch einer der Berge, die den Ort vom Südwesten her umgeben und als Vorboten der Apennin eine Höhe von bis zu 470 Metern erreichen. Der höchste Punkt dort wird als La Vedetta bezeichnet.
Der niedrigste Punkt gemessen am Meeresspiegel beträgt 80 Meter (Ca' Bianca).

## Geschichte

Ehemaliges Rathaus von Albinea (1970 abgerissen)

In einem von Kaiser Otto II. unterzeichneten Dokument fand Albinea 980 erstmals Erwähnung. 1077 führte in unmittelbarer Nähe König Heinrich IV. seinen Bußgang nach Canossa durch. Albinea gehörte zum Herrschaftsgebiet der Mathilde von Canossa. Vom 14. bis 18. Jahrhundert regierte die Familie der Manfredi das Gebiet. Im benachbarten Reggio nell’Emilia gab sich die Republik Cispadania 1797 nach dem Vorbild der Französischen Revolution aus den Farben Grün, Weiß und Rot eine Fahne, die als Trikolore Vorbild der heutigen italienischen Fahne wurde. 1860 wurde mit der italienischen Einigung unter Garibaldi Albinea eine freie Gemeinde.
Ab September 1943 gehörte Albinea zum faschistischen Marionettenstaat Italienische Sozialrepublik unter militärischer Protektion Deutschlands, mit dem der zuvor in Rom entmachtete Diktator Benito Mussolini noch einmal im nördlichen Teil Italiens an die Macht kam.
1944 waren zum Ende des Zweiten Weltkriegs in Albinea deutsche Wehrmachtssoldaten in der Villa Rossi stationiert. Fünf von diesen nahmen Verbindung zur italienischen Widerstandsbewegung, der Resistenza auf, um den für sie verlorenen Krieg schneller zu beenden. Die fünf Soldaten (Hans Schmidt aus Berlin-Treptow, Erwin Bucher, Martin Koch, Erwin Schlünder und Karl-Heinz Schreyer) wurden nach dem Verrat ihrer Ziele standrechtlich exekutiert. Der damalige Pfarrer von Albinea, Don Alberto Ugoletti, verhinderte die namenlose Beerdigung der Erschossenen und führte über das Geschehen ein Tagebuch. Die später bekannt gewordenen Vorgänge veranlassten die Stadtverwaltung, den fünf deutschen Soldaten posthum nach Beendigung des Zweiten Weltkriegs die Ehrenbürgerschaft zu verleihen. Aus diesem Ereignis heraus entwickelte sich ab Mitte der 1990er Jahre eine Städtepartnerschaft zu einer deutschen Gemeinde, dem Berliner Bezirk Treptow (heute Bezirk Treptow-Köpenick). Der bis dahin namenlose Vorplatz der Grünauer Friedenskirche erhielt dagegen am 6. Juni 2008 den Namen Don-Ugoletti-Platz.

## Wirtschaft und Infrastruktur
Die Gemeinde ist vorwiegend durch Landwirtschaft und Agrarindustrie (Parmaschinken, Parmesan, Lambrusco-Wein) geprägt.

## Städtepartnerschaften
Die Gemeinde Albinea unterhält seit 1997 eine aktive Städtepartnerschaft mit dem Bezirk Treptow-Köpenick von Berlin.

## Persönlichkeiten
Achille Maramotti (1927–2005), italienischer Unternehmer der Modebranche und Banker